# Andrej Komac
Andrej Komac (ur. 4 grudnia 1979 w Šempeterze pri Gorici) – słoweński piłkarz występujący na pozycji środkowego pomocnika.

## Kariera klubowa
Andrej Komac rozpoczął zawodową karierę w 1997 roku w ND Gorica. Po roku odszedł do zespołu Primorje Ajdovščina i z czasem wywalczył sobie miejsce w jego podstawowym składzie. Sezon 2001/2002 Słoweniec spędził w Olimpiji Lublana, by po zakończeniu rozgrywek powrócić do Ajdovščiny. Latem 2004 roku podpisał kontrakt z ND Gorica i zdobył z nią mistrzostwo Słowenii. W zimowym okienku transferowym sezonu 2005/2006 przeniósł się do portugalskiego CS Marítimo, gdzie grał przez pół roku. W tym czasie Gorica ponownie wywalczyła tytuł mistrza kraju.
W 2006 roku Komac przeprowadził się do Szwecji, gdzie został zawodnikiem Djurgårdens. W sezonie 2007 zajął z nim 3. miejsce w Allsvenskan i zapewnił sobie prawo startu w eliminacjach do Pucharu UEFA. W pierwszej rundzie eliminacyjnej Djurgårdens pokonał Florę Tallinn, jednak w kolejnym dwumeczu został wyeliminowany przez norweski Rosenborg BK. W trakcie pobytu w szwedzkiej drużynie, Komac w środku pomocy grywał m.in. z Johanem Arnengiem, Lance’em Davidsem i Prince’em Ikpem Ekongiem.
W czerwcu 2009 roku umowa Komaca z Djurgårdens wygasła, a w sierpniu tego roku na zasadzie wolnego transferu przeszedł do izraelskiego Maccabi Tel Awiw. W październiku 2010 roku Słoweniec został graczem Ruchu Chorzów, w którym rozegrał 22 spotkania w Ekstraklasie. Po roku występów, jego kontrakt został rozwiązany za porozumieniem stron.

## Kariera reprezentacyjna
W reprezentacji Słowenii Komac zadebiutował 18 sierpnia 2004 roku w zremisowanym 1:1 towarzyskim meczu z Serbią i Czarnogórą i od tego czasu zaczął być do niej regularnie powoływany. Razem z drużyną narodową brał udział w eliminacjach do Mistrzostw Świata w Niemczech oraz Euro 2008. W 2009 roku awansował z kadrą do Mistrzostw Świata w RPA, zajmując w kwalifikacjach drugie miejsce w swojej grupie.